# Hemiteles gastrocoelus
Hemiteles gastrocoelus là một loài tò vò trong họ Ichneumonidae.